# Affektiertheit
Affektiertheit (eher als Adjektiv affektiert gebräuchlich), auch Pretiosität oder Preziosität, bezeichnet abwertend ein geziertes, gekünsteltes oder unnatürliches Verhalten, ein Gehabe.
Die ältere Bedeutung von Affektiertheit (üblicher dafür war Affektation) bezog sich bis ins 19. Jahrhundert hinein eher auf eine gewisse Zuneigung, ein Tendre. Der Begriff geht auf das lateinische afficere (hinzutun, einwirken, anregen) bzw. affectus (Leidenschaft, Begierde) zurück. Affektation ist vom Begriff Affektion zu unterscheiden, der eine Einwirkung (auf das Empfinden) bezeichnet.
Sowohl im 18. als auch im 19. Jahrhundert galt Affektiertheit als ein Spiel und Stilmittel der Umgangsformen der verbalen wie nonverbalen Kommunikation; es wurde zum Beispiel im Rokoko als Fächersprache entwickelt, um dem Gesprächspartner (auch mehrdeutige) Zeichen zukommen zu lassen. Das antiadelige Bürgertum verachtete es als eitle Spielerei (vgl. auch Stutzer).
Heute gilt die Affektiertheit teilweise als deutliches Zeichen von Unsicherheit bzw. fehlendem Selbstbewusstsein.
Der Begriff „Affektiertheit“ wird ebenso in Hinblick auf die Schauspieltheorien, etwa auf die Abwendung vom affektierten Spiel im 18. Jahrhundert verwendet. Als Vertreter dieses Begriffes sind Gotthold Ephraim Lessing, Francesco Riccoboni und Pierre Rémond de Sainte-Albine zu nennen.

## „Die Schauspielkunst“ von Riccoboni
Francesco Riccoboni war einer der Begründer der Theorie der realistischen Schauspielkunst.
Nach Riccoboni gibt es drei Grundsätze der Schauspielkunst:

„„Man muss allezeit die Natur nachahmen“ → Nachahmung der Natur ≠ realistische Abbildung der Wirklichkeit → „das wirkliche Leben […] bedarf der künstlerischen Formung.““

„„Das Gezwungene ist der größte von allen Fehlern, ob es gleich der gemeinste ist.“ → Das Gezwungene resultiert aus der Orientierung der Schauspieler an höfischer Etikette im französischen Klassizismus.“

„Der Geschmack allein muss uns in den engen Grenzen der Wahrheit erhalten.“

Die „Affektiertheit“ spielt in dem Sinne eine große Rolle, da Riccoboni die „wirkliche Empfindung“ ablehnt. Er verlangt, dass der Schauspieler durch die Darstellung und in der Darstellung die Seele der Rolle schafft und ihre Empfindungen zum Leben erweckt. „Eben durch die Darstellung wird der Darsteller zur Rolle selbst.“
Das bedeutet, dass Riccobonis Text einem Ratgeber für Schauspieler gleicht, weil er deutlich zwischen dem Bildungsbürgertum und dem „Pöbel“ eine Grenze zieht.
Riccoboni unterscheidet zwischen zwei Gefühlszustände: Liebe und Zorn. Daraus resultieren alle anderen Emotionen wie Zärtlichkeit, Stärke, Wut und Entzückung. Diese Gefühlszustände der Schauspieler können nicht natürlich sein, da sie kurz dauern, das heißt, dass sie mit der Seele immer bei sich bleiben müssen, nur der Leib ist bei der zu spielenden Person.
Es gilt außerdem ein Mittelmaß zwischen zu schwachen und zu starken Ausdruck zu finden. Der Ausdruck darf niemals übertrieben wirken, er muss immer natürlich wirken im
Gegensatz zu den Gefühlszuständen.

## Der Gefühlsschauspieler bei Pierre Rémond de Sainte-Albines
Das für die „Affektiertheit“ relevante Werk „Le Comédien“ beinhaltet die Anforderungen an den Schauspieler und sein Handwerk. Im ersten Teil werden die naturgegebenen Eigenschaften des Schauspielers erläutert, der zweite Teil hängt mit der Kunst zusammen, welche diese genannten naturgegebenen Eigenschaften beenden muss.

„Die Natur muss zwar die Anlage zu einem Schauspieler machen, allein die Kunst muss seine Ausbildung vollenden.“

Dabei ist die Theorie Sainte – Albines wichtig, welche besagt, dass der „heiße Schauspieler“ aus Empfindung spielt. Wenn diese Empfindung beim Akteur nicht vorhanden ist, so sei er höchstens ein „Deklamator“.

## Hamburgische Dramaturgie bei Gotthold Ephraim Lessing
Auch in der „Hamburgischen Dramaturgie“ ist die „Affektiertheit“ mit anderen Begriffen, wie „Empfindung“ und „Moral“ in einer ständigen Wechselbeziehung. Lessing geht in seinem Werk auf die „Empfindung“ näher ein: Er ist der Meinung, dass der Akteur die verstandenen Worte nicht immer empfinden muss. Selbst wenn dieser Empfindungen hat, ist diese das streitigste unter den Talenten eines Schauspielers. Wenn der Akteur etwas nachmachen will, dann muss er die Emotionen auch selbst fühlen – natürlich muss eine Anpassung der Mimik und Gestik erforderlich sein.
Der zweite wichtige Begriff ist „Seele – Moral“: Seele und Moral sind in einer Beziehung und müssen sich somit immer ausgleichen.
Zudem verlangt die Moral eine Sammlung der Seele, jedoch muss dies mit „Begeisterung“ und „Gelassenheit“, also „Feuer“ und „Kälte“ in Verbindung gebracht werden. Das bedeutet, dass dieses „Feuer“ eines Schauspielers mit Verstand eingesetzt werden muss, also nicht zu viel.

## Zitate
„Echte Natur ist niemals, Affektation hingegen überall lächerlich.“

„Das Affektieren irgendeiner Eigenschaft, das Sichbrüsten damit ist ein Selbstgeständnis, daß man sie nicht hat.“